# Wet van 24 februari 1978 betreffende de arbeidsovereenkomst voor betaalde sportbeoefenaars
De Wet van 24 februari 1978 betreffende de arbeidsovereenkomst voor betaalde sportbeoefenaars, in de voetbalwereld vaak de wet van '78 genoemd, is een Belgische wet, die betaalde sportbeoefenaars de mogelijkheid geeft voortijdig en eenzijdig een contract van bepaalde duur (maximum 5 jaar) te verbreken, mits ze een vergoeding betalen aan de opgezegde club. Die vergoeding is gelijk aan het loon dat ze nog zouden verdienen tussen het ogenblik van de verbreking en het normale einde van het contract.

## Beperkte mogelijkheden voor profvoetballers
Het inroepen van de wet van ’78 zou kwalijke gevolgen kunnen hebben voor het transfersysteem dat het voetbalwezen typeert. FIFA bestraft dan ook zowel de spelers die hun contract voortijdig verbreken als de contracterende club. De speler moet mogelijks een schadevergoeding betalen en kan een speelverbod opgelegd krijgen. De contracterende club kan zelfs tegen een transferverbod aanlopen. Indien een speler zijn contract bij een Belgische club verbreekt en bij een andere Belgische club tekent, geniet de FIFA echter geen jurisdictie. Hier is het gebruik van de wet van ’78 principieel mogelijk. 
Echter hebben de Belgische voetbalclubs onderling een "gentlemen’s agreement" gesloten waarbij ze aangeven geen spelers te contracteren die de wet van ’78 hebben ingeroepen. In de praktijk blijft de wet van ’78 dan ook dode letter, hoewel spelers het vaak als pressiemiddel gebruiken om uiteindelijk alsnog een transfer af te dwingen. 
Een Belgische club die een speler met contractperikelen aantrekt, wordt er wel eens van beschuldigd de gentlemen’s agreement niet na te leven. Dat blijkt nooit te kloppen omdat de betrokken speler steeds een andere manier gebruikte om ontslag te nemen zoals dringend reden of het niet naleven van het contract door de werkgever.

## Toepassingen in het voetbal
- De eerste voetballer die dankzij de Wet van '78 van club kon veranderen, was Kjetil Rekdal in 1996. De Noor leidde Lierse naar de top in België, maar toen Rennes aanklopte, wou de club niet meewerken aan een transfer. Rekdal forceerde toch zijn overgang naar Frankrijk.[2]
- Davy De Beule verliet Sporting Lokeren gebruikmakend van de wet nadat de ploeg een ernstige fout maakte. De ploeg stuurde hem namelijk naar de B-ploeg nadat hij zijn nieuw contract weigerde te tekenen. Hij kon dit ook aantonen tijdens de rechtszaak, waardoor hij ook werd vrijgesteld van het betalen van de vergoeding. Later tekende hij zijn contract bij KAA Gent.
- Andres Mendoza had nog een contract tot 2005 bij Club Brugge, maar toen het Oekraïense Metaloerg Donjetsk met grivna's kwam zwaaien, ging de Peruaanse aanvaller overstag. Omdat Club niet wou meewerken, moest Mendoza zich beroepen op de Wet van '78.
- Steven Defour dreigde in 2006 met deze wet nadat zijn transfer naar het Nederlandse Ajax afsprong omdat er geen akkoord werd gevonden met KRC Genk. Aangezien Defour zijn contract met deze wet zou verbreken, ging KRC Genk onder zware druk akkoord met een transfer van de speler naar Standard Luik.
- In 2011 dreigde voetballer Ronald Vargas te vertrekken bij Club Brugge nadat Club de prijs niet wilde laten zakken voor RSC Anderlecht, zo zou hij naar het buitenland vertrekken.
- Doelman Koen Casteels van KRC Genk verlaat de club, gebruikmakend van de wet van '78, voor het Duitse Hoffenheim.
- Spits Benjamin Mokulu verlaat Sporting Lokeren met gebruik van deze wet waarna hij naar KV Mechelen trok.
- Middenvelder William Vainqueur van Standard Luik dreigde ook gebruik te maken van deze wet. Een paar dagen later tekende hij een sterk verbeterd contract tot 2017 bij Standard.
- Middenvelder Junior Malanda van SV Zulte Waregem maakte gebruik van deze wet waarna hij een contract tekende bij Vfl Wolfsburg.
- Middenvelder Michel-Ange Balikwisha van Standard Luik slaagde er in een transfer naar Royal Antwerp te forceren in 2021.[3]

## Toepassingen in andere sporten
- Wielrenner Frank Vandenbroucke riep eind 1994 de wet in om een transfer van Lotto naar Mapei te forceren. Hij betaalde daarbij ook nog 6 maanden schadevergoeding. Pas na een juridisch schaakspel - Vdb begon het seizoen zelfs voor Lotto - mocht hij ook uiteindelijk overstappen naar de ploeg van Patrick Lefevere.
- Tien jaar later zat Lefevere met Quick-Step in het verliezende kamp toen veldrijder Sven Vanthourenhout een overgang naar de Rabobank ploeg forceerde.
- Wielrenner Wout Van Aert nam in 2018 ontslag bij Sniper Cycling wegens dringende reden. De wielerploeg ging in proces en in 2021 oordeelde de rechtbank in het nadeel van Van Aert waardoor hij een verbrekingsvergoeding moest betalen, volgens de Wet van '78 overeenkomstig het loon van 15 maanden en 2 weken.[4]
- Basketbalspeler Éric Struelens tekende in 1995 een vijfjarig contract bij Spirou Charleroi, maar toen hij een jaar later een aanlokkelijk aanbod kreeg van het Franse PSG Racing Basket, gebruikte hij de Wet van '78 om zijn verbintenis bij Spirou op te zeggen.